# 휴먼다큐 사람이 좋다
《휴먼다큐 사람이 좋다》는 MBC TV에서 방영된 텔레비전 프로그램이며 2012년 10월 20일부터 2020년 6월 21일까지 방영되었다.

## 기획 의도
첫 방송 당시, 프로그램 명은《사람이다Q》였으나, 2013년 3월 23일부터 현 프로그램명으로 변경되었다. 2016년 4월 10일부터 2018년 1월 28일까지는 일요일 아침 8시로 변경되었고, 2018년 1월 30일부터 2019년 5월 28일까지 화요일 밤 8시 55분으로 변경되었다. 2019년 6월 3일부터 월화드라마가 밤 8시 55분으로 1시간 앞당겨 편성되는 관계로 화요일 밤 10시 5분으로 변경되었으며, 2019년 10월 14일부터 월화드라마가 중단되면서 화요일 밤 8시 55분으로 환원되었다가 2020년 3월 23일부터 월화드라마가 재개되면서 화요일 밤 10시 5분으로 환원되었다.

## 타이틀 변천사
| 기수 | 타이틀               | 방송 기간                          |
| ---- | -------------------- | ---------------------------------- |
| 1기  | 사람이다Q            | 2012년 10월 20일 ~ 2013년 3월 16일 |
| 2기  | 휴먼다큐 사람이 좋다 | 2013년 3월 23일 ~ 2020년 6월 21일  |

## 방송 시간
| 방송 기간                          | 방송 시간                            | 방송 시간                            | 비고      |
| ---------------------------------- | ------------------------------------ | ------------------------------------ | --------- |
| 2012년 10월 20일 ~ 2016년 4월 2일  | 매주 토요일 아침 8시 55분 ~ 9시 50분 | 매주 토요일 아침 8시 55분 ~ 9시 50분 | 독립 편성 |
| 2016년 4월 10일 ~ 2018년 1월 28일  | 매주 일요일 아침 8시 ~ 9시           | 매주 일요일 아침 8시 ~ 9시           | 독립 편성 |
| 2018년 1월 30일 ~ 2019년 5월 28일  | 매주 화요일 밤 8시 55분 ~ 10시       | 매주 화요일 밤 8시 55분 ~ 10시       | 독립 편성 |
| 2019년 6월 4일 ~ 2019년 10월 8일   | 1부                                  | 매주 화요일 밤 10시 5분 ~ 10시 35분  | 분리 편성 |
| 2019년 6월 4일 ~ 2019년 10월 8일   | 2부                                  | 매주 화요일 밤 10시 35분 ~ 11시 5분  | 분리 편성 |
| 2019년 10월 15일 ~ 2020년 3월 17일 | 매주 화요일 밤 8시 55분 ~ 9시 50분   | 매주 화요일 밤 8시 55분 ~ 9시 50분   | 독립 편성 |
| 2020년 3월 24일 ~ 2020년 5월 19일  | 매주 화요일 밤 10시 5분 ~ 11시       | 매주 화요일 밤 10시 5분 ~ 11시       | 독립 편성 |
| 2020년 5월 31일 ~ 2020년 6월 21일  | 매주 일요일 아침 8시 5분 ~ 9시       | 매주 일요일 아침 8시 5분 ~ 9시       | 독립 편성 |

## 일부 지역 자체 방송
- 광주MBC, 울산MBC, MBC충북, 원주MBC, 춘천MBC 등은 자체 방송없이 수중계된다.
- 부산MBC : 빅벙커
- 대구MBC : 살맛나는 세상
- 대전MBC : 크리에이터 성장기 독전 시즌2
- 제주MBC : 웃음주식회사 속암수다
- MBC강원영동 : B급 라디오 보라보라
- 목포MBC : 어영차 바다야
- 안동MBC : 사생결담
- 포항MBC : 톡톡동해인, 살맛나는 세상 스페셜
- 전주MBC : 이슈옥타곤
- 여수MBC : 오마이 싱어

## 같이 보기
관련 항목
- 다큐멘터리 텔레비전 프로그램

방송 프로그램
- 다큐On (KBS 1TV)
- 다큐멘터리 3일 (KBS 2TV)
- 세상의 모든 다큐 (KBS 2TV)
- 휴먼다큐 사노라면 (MBN)